# Chevauchée d'Édouard III (1346)
Pour l'expédition de 1359-1360, voir Chevauchée d'Édouard III (1359-1360).
Guerre de Cent Ans
Batailles
La chevauchée d'Édouard III, commencée le 12 juillet 1346 avec le débarquement des troupes anglaises dans le Cotentin et qui se termine par le siège de Calais et sa prise le 3 août 1347, est un long raid dévastateur du roi d'Angleterre sur le sol français. Cette expédition ravage une grande partie de la Normandie, du Vexin, du Beauvaisis, du Vimeu, du Ponthieu, du Boulonnais et du Calaisis. Elle culmine le 26 août 1346 par la bataille de Crécy qui voit les Anglais remporter une victoire éclatante sur la chevalerie française.
On peut toutefois considérer que cette expédition se termine réellement, le 12 octobre 1347, par l’arrivée victorieuse du roi d’Angleterre à Sandwich, après la capitulation de Calais, le 3 août 1347.

## Contexte
Le roi de France Charles IV le Bel étant mort, en 1328, sans enfants mâles, Édouard III d'Angleterre, son neveu par sa mère Isabelle de France, fille de Philippe IV le Bel, prétend que la couronne de France lui appartient. Philippe de Valois, plus éloigné d'un degré, mais parent du côté paternel, l'emporte au jugement des pairs, selon l'observation de la loi salique qui ne permet pas qu'une femme transmette le trône puisqu'elle ne peut l'obtenir pour elle-même. Il monte sur le trône et somme son rival de venir lui rendre hommage pour la Guyenne et le comté de Ponthieu. Édouard résiste mais, craignant de perdre ses immenses domaines en France, est contraint de remplir son devoir de vassal. Il se rend, avec une suite nombreuse, le 6 juin 1329 à la cathédrale d'Amiens rendre hommage à Philippe VI. Cette démarche humiliante excite un ressentiment profond, et il ne tarde pas à vouloir en tirer vengeance.
Le 7 octobre 1337, à l'abbaye de Westminster, Édouard III lance publiquement un défi à son cousin Philippe VI de Valois. Il conteste sa légitimité et revendique la couronne de France pour lui-même. C'est le début de la guerre de Cent Ans. Lors de sa première campagne en 1339, Édouard bataille d'abord sur le Ponthieu, où il obtient quelques succès, puis fait le siège de Cambrai. En 1340, après avoir tenu sa cour à Gand et pris le titre de « roi d'Angleterre et de France », Édouard III engage la seconde campagne sur mer et sur terre où il pratique la politique de la terre brûlée. Elle se solde, en juin 1340, par la défaite française lors de la bataille navale de l'Écluse. Ensuite la guerre se prolonge sans rien produire de décisif, jusqu'à la conclusion de la trêve d'Esplechin le 25 septembre 1340. La trêve expire le 24 juin 1342 lorsque Édouard III apprend que Philippe VI se dispose à confisquer le Ponthieu. Il y envoie de nouvelles troupes, mais il est trop tard, les Abbevillois, ruinés par les impôts levés par les Anglais et fatigués de leurs vexations, viennent de s'armer et de chasser leurs oppresseurs. En septembre 1345, Philippe VI se met en marche pour soutenir les révoltés et reconquiert toute la province à la fin de l’année.

## Préambule
Robert VIII Bertrand de Bricquebec ayant obtenu pour son fils, Guillaume Bertrand, la main de Jeanne Bacon, riche héritière normande et fille de Roger VI Bacon du Molay, Geoffroy d'Harcourt sire de Saint-Sauveur-le-Vicomte, second prétendant à ce mariage, s'engage, début 1342, par vengeance dans une guerre privée contre son rival. Le roi intervient alors contre Geoffroy d’Harcourt en ordonnant la saisie de ses biens et l’exile le 19 juillet 1343. Celui-ci se réfugie en Angleterre, où il reconnaît, le 13 juin 1345, Édouard III comme roi de France.

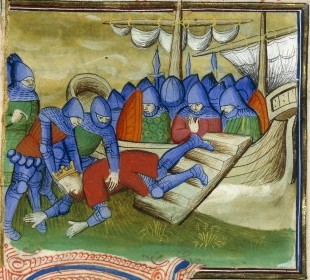
Le débarquement d’ dans le Cotentin.

Durant l'hiver 1345-1346, Édouard III décide d’entreprendre une campagne afin de débarquer en Guyenne pour faire lever le siège d'Aiguillon, commencé en septembre-octobre 1345 par le duc Jean de Normandie. La ville était défendue par Jean de Norwich, le comte de Derby, le comte de Pembroke Lawrence Hastings, Gauthier de Mauny et des capitaines anglais très expérimentés disposant d’une garnison de 1 500 hommes d’armes. Quatre assauts par quatre corps de troupes différents furent successivement donnés et énergiquement repoussés. Il fallut faire venir de Toulouse l’artillerie nécessaire et le siège traîna en longueur ; au mois d’août, les Français étaient encore devant Aiguillon.

## Forces anglaises en présence
Le nombre d'Anglais débarqué à la Hougue n'est pas facile à déterminer. Jean Froissart donne les chiffres de :
- 6 000 Irlandais ;
- 12 000 Gallois ;
- 4 000 hommes d’armes,
- 10 000 archers équipés de longbow ;

soit 32 000 hommes, dont 20 000 combattants.
Mais certains historiens modernes estiment que le chroniqueur surévalue l'importance de l'armée anglaise. L'estimation se situe entre 7 000-10 000 chez Jonathan Sumption et 19 500 chez Wrottesley. Le chroniqueur Henry Knighton, rapporte qu’il fallut 1 100 gros bâtiments (ships, cogs et barges) pour transporter l’armée d'Édouard sans compter les 600 petits navires (crayers, flûtes et pinasses), destinés à porter les approvisionnements et l'intendance. D'autres citent communément le chiffre de 40 000 hommes. Dans le vaisseau amiral prit place le roi et son fils aîné le prince de Galles, et autour d'eux, le maréchal Thomas de Beauchamp comte de Warwick, le connétable Guillaume de Bohon comte de Northampton, Jean de Moyon, Jean de Vere (en) comte d'Oxford, Guillaume de Montaigu, Jean d'Arcy, Jacques Andeley, Richard FitzAlan comte d'Arundel ainsi que Geoffroy d'Harcourt.

Chevauchées de la 1re phase de la guerre de Cent Ans.
Principales batailles de la 1re phase de la guerre.

La chevauchée d' en 1346.

- Principales batailles de la 1re phase de la guerre.
- Chevauchée d'Édouard III en 1339.
- Chevauchée d'Édouard III en 1346.
- Chevauchée du Prince noir en 1355.
- Chevauchée de Lancastre en 1356.
- Chevauchée du Prince noir en 1356.
- Chevauchée d'Édouard III en 1359-60.

## Déroulement
- = Troupes anglaises de Édouard III
- = Troupes françaises de Philippe VI de France

### Débarquement anglais
- Du 21 juin au 1er juillet 1346
  -  Le roi d'Angleterre réunit plus d’un millier de navires[note 2] dans les rades de Portsmouth et de Southampton.
- 2 juillet 1346
  -  Il hisse les voiles pour la Guyenne. Des vents contraires rejetant la flotte sur la Cornouaille, il met à l’abri son armada dans les ports environnants pendant une semaine puis la réunit à nouveau. Sur les conseils du seigneur de Saint-Sauveur-le-Vicomte Geoffroy d'Harcourt, qui pensait qu’un soulèvement d'une partie de la noblesse normande dans le Cotentin était possible[6], Jean Froissart rapporte les paroles de Geoffroy d'Harcourt : « Sire, le pays de Normandie est l’un des plus gras du monde. Je vous promets, sur l’abandon de ma tête, que si vous arrivez là, vous prendrez terre à votre volonté. Nul ne viendra au-devant de vous car toute la fleur de la chevalerie est actuellement au siège d’Aiguillon avec le Duc (Jean II le Bon), et vous trouverez en Normandie de grosses villes et bastides qui ne sont point fermées, où vos gens auront si grands profits qu’ils en vaudront mieux vingt ans après. Vous pourrez faire suivre vos navires jusque près de Caen, etc. ».
- 11 juillet 1346
  -  Édouard part de l'île de Wight et met le cap sur le Cotentin.
- 12 juillet 1346 (mercredi)
  -  La baie n’étant pas fortifiée[note 3], Édouard III débarque tranquillement, avec 15 000 hommes à Saint-Vaast-la-Hougue. Les troupes débarquées attaquent immédiatement le port de Barfleur, mais pas le château trop fortifié.
  -  Les Anglais sont toutefois assaillis par Robert VIII Bertrand de Bricquebec, surnommé « le Chevalier au Vert Lion », et son fils ainé Robert Bertrand IX, qui avec 300 hommes, tentent en vain d’empêcher l'armée anglaise de débarquer à Saint-Vaast-la-Hougue. Robert est blessé ainsi que son fils et ils durent se retirer avec seulement trente survivants de leur troupe.
- 12 au 18 juillet 1346
  -  La prise de Barfleur permet aux 25 000 soldats restants de débarquer, avec l’intendance[note 4]. Le débarquement terminé, la ville est totalement ravagée. Pendant ce temps, dans l’église de Quettehou, Édouard III nomme maréchaux Geoffroy d’Harcourt et le comte de Warvich Thomas de Beauchamp, et connétable le comte d’Arundel Richard FitzAlan. Quettehou est ensuite dévasté. Une autre partie des forces, celles sous le commandement de Geoffroy d’Harcourt débarque dans la baie des Veys et détruit tous les châteaux de la région d'Isigny car ils appartenaient à la famille des Bertran de Bricquebec. Le château de l'Hermerel situé à Géfosse-Fontenay est totalement détruit. Dans le hameau de la Peinterie situé à Morsalines, avant de tout brûler, le roi fait séparer son armée en trois batailles (corps) plus la marine :
  - 1re bataille - sur le côté gauche, formant l'avant-garde, elle fut confiée au fils aîné du roi assisté du comte de Northampton, connétable, du comte de Warwick, maréchal, de Barthélemy de Burghersh et de Jean de Moyon ;
  - 2e bataille - au centre, au milieu des terres avec 19 000 soldats (3 000 hommes d’armes, 6 000 archers et 10 000 sergents à pied), sous les ordres du roi, et rassembla entre autres le comte d'Oxford, Édouard de Montaigu, Richard Talbot et Geoffroy d'Harcourt ;
  - 3e bataille - sur le côté droit, commandé par l'évêque de Durham, et formant l'arrière garde, avec les comtes d'Arundel et de Suffolk, Hugues Despencer et Guillaume de Canteloup ;
  - La marine, avec 100 hommes d’armes et 400 archers, commandée par le comte de Hostidonne, devait prendre toutes les nefs, petites ou grandes, qu’ils trouveraient et les emmener avec eux. Cette « tactique » fut employée afin de ratisser très large et jeter une terreur plus grande dans le pays, permettant aux soldats de piller, dévaster et brûler toutes les places dont ils s’empareraient. Les villes qui ouvraient leurs portes n’étaient pas plus épargnées que celles qui résistaient.

### Mise à sac de la Normandie
Renonçant aux règles de la chevalerie en vigueur, Édouard III pratiqua un combat fondé sur la destruction et la terreur, le tout avec rapidité et efficacité, le pillage, l’incendie, la torture, le viol étant une mise en condition pour faire céder les prochaines villes.
- 12 juillet 1346
  -  Les Anglais s’emparent de Guernesey.
- Entre le 13 et le 18 juillet 1346
  -  Les razzias, pillages et incendies se succèdent. Surpris et terrorisés par les « godons », les Normands ouvrent leurs villes dont les défenses n’auraient pu résister à un assaut. Le val de Saire est dévasté, Saint-Vaast-la-Hougue, Barfleur, Montfarville et le village ainsi que le château d'Anneville-en-Saire sont pillés et brûlés. Les « godons » attaquent et assiègent, vainement, Cherbourg, mais ses faubourgs sont toutefois totalement dévastés.
- 17 juillet 1346
  -  Philippe de Valois reçoit des messagers, envoyés par Robert VIII Bertrand de Bricquebec, lui annonçant le débarquement. Il envoie son connétable, Raoul II de Brienne, à Caen pour « faire frontière contre les Anglais ».
- 18 juillet 1346
  -  Le débarquement terminé, Édouard se met en campagne, pille et brule Montebourg puis Valognes, où Édouard, divise son armée en deux parties.
- 19 juillet 1346
  -  Saint-Côme-du-Mont et Coigny sont ravagés.
- 20 juillet 1346
  -  Carentan est livrée aux flammes, le pont d'Ouve est refait pour laisser passer les troupes qui sont à nouveau réunies.
- 21 juillet 1346
  -  Le pays de Bohon est traversé, Pont-Hébert est pillée et le pont réparé, les faubourgs d’Avranches sont brulés.
- 22 juillet 1346
  -  Pour son premier fait d’armes, après avoir jugé la situation depuis le plateau du Montcocq, le prince de Galles prend Saint-Lô facilement, les défenseurs ayant pris la fuite. Avec une grande violence, la ville est ensuite dévastée, pillée et la population mise à rançon. Édouard III et sa suite sont accueillis au château de la Vaucelle.
  -  Philippe soulève l’oriflamme à Saint-Denis[note 5].
- 23 juillet 1346  (dimanche)
  -  les Anglais pillent Torigny-sur-Vire, Le Molay-Littry et Cormolain.
- 24 juillet 1346
  -  Le roi d'Angleterre est à Torteval ; Villers-Bocage est prise et Édouard y laisse une garnison.
- 25 juillet 1346
  -  Fontenay-le-Pesnel et Evrecy sont brulées, la flotte anglaise détruisant les villes et villages côtiers arrive dans l’estuaire de l’Orne. Le soir, il passe au large de Caen et établit son camp à Ouistreham et ses troupes dans les plaines d’Ardenne, de Couvrechef et d'Hérouville.
  -  Philippe VI se met en marche, en direction de Rouen.

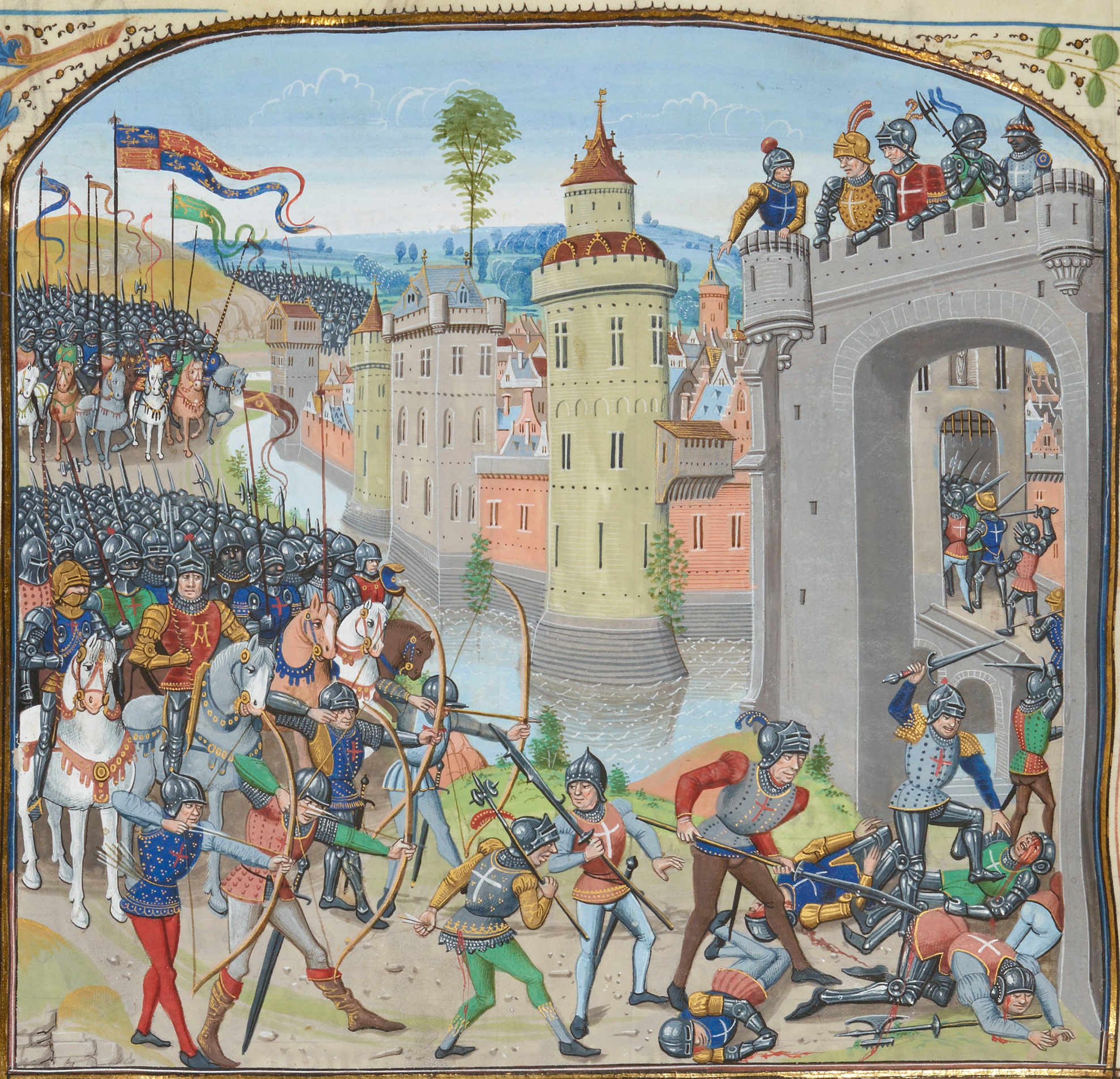
Prise de Caen.

- 26 juillet 1346
  -  Les troupes anglaises arrivent devant Caen, en trois batailles, drues et serrées, semant la panique. Les gens d’armes et archers anglais chassant et tuant les habitants qui fuyaient, profitent de l’épouvante et entrent dans la ville. Jean vicomte de Melun, comte de Tancarville et 25 chevaliers réfugiés au château se rendirent au seigneur Thomas Holland (1er comte de Kent) qui toucha environ 100 000 moutons d'or[note 6] de rançon. Raoul II de Brienne fut libéré contre 60 000 moutons d'or. Toutefois les Caennais ayant tué, le premier jour, dans des combats de rues plus de 500 « godons », le roi d’Angleterre en représailles « ordonna que lendemain on mit tout à l’épée, et la dite ville en feu et en flamme ». Mais Godefroy de Harcourt fit changer le roi d’Angleterre d’avis et les envahisseurs pillèrent la ville et les abbayes durant trois jours. Draps, joyaux, vaisselle d’or et d’argent et autres prises furent transportés à Ouistreham chargés sur des navires en direction de l’Angleterre. Ces navires transportaient également 60 chevaliers et 300 riches bourgeois prisonniers qui furent libérés par la suite contre rançon.

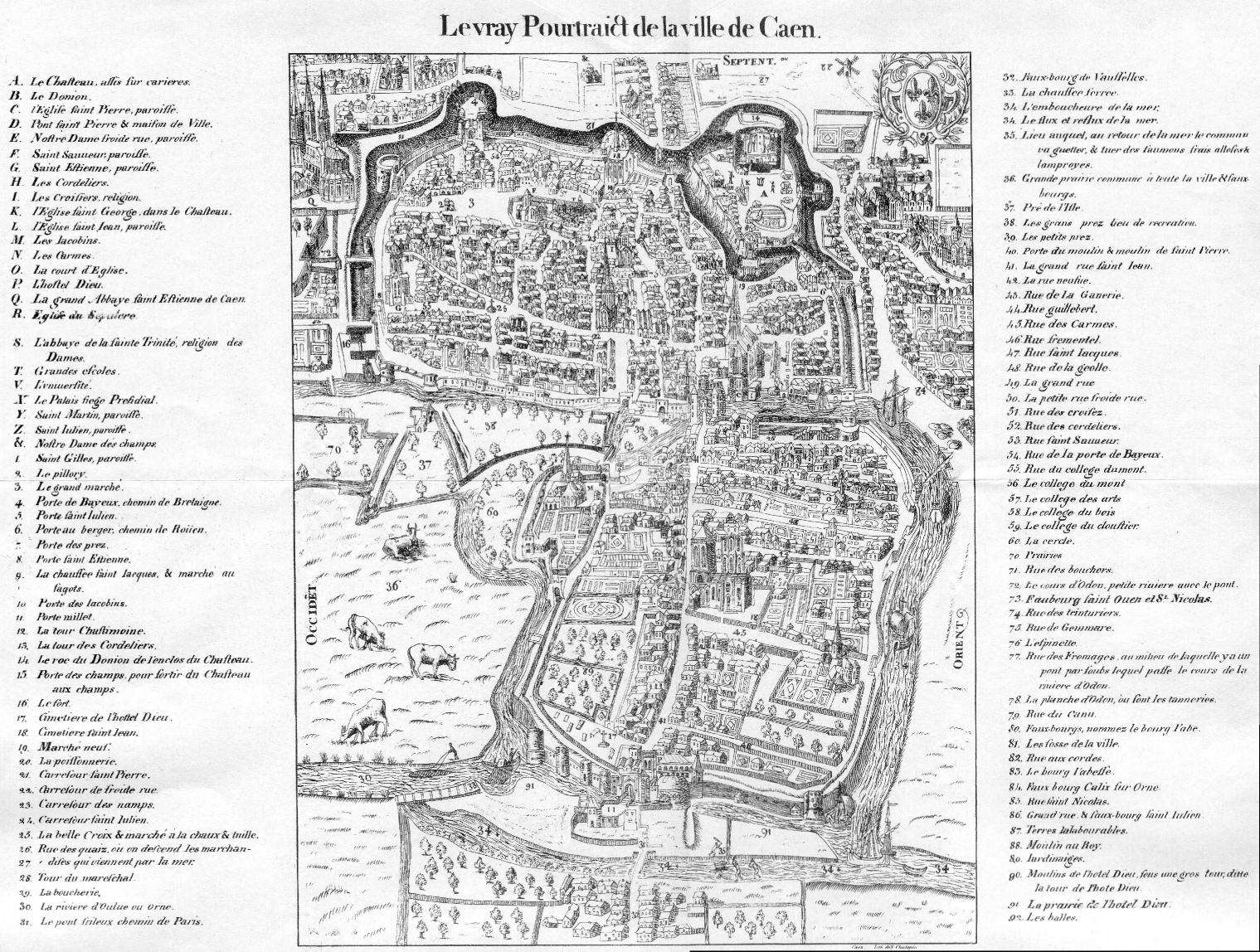
Ce plan est ultérieur à la bataille, mais permet de comprendre la structure urbaine de Caen au Moyen Âge.

- 29 juillet 1346
  -  Bayeux est attaquée. Édouard écrit à son conseil afin de lui demander d'envoyer des renforts au Crotoy.
  -  Philippe décrète la mobilisation générale. Les combattants doivent se rassembler à Paris et Amiens.
- 30 juillet 1346
  -  La force principale de Philippe est à Vernon.
- 31 juillet 1346
  -  Philippe est à Rouen.
  -  Les trois colonnes pillent à nouveau le pays en direction d’Évreux. Troarn et Argences sont brulées, la Dives est franchie au Ham, la dévastation du Pays d'Auge commence.
- 1er août 1346
  -  Édouard III et l'armée anglaise ravagent Dozulé, Rumesnil, Leaupartie et Saint-Pierre-du-Jonquet.
- 2 août 1346
  -  Édouard III ravage Lisieux, la région lexovienne, Le Merlerault, L'Aigle, etc. Le chroniqueur anglais, Robert d’Avesburry[note 7] rapporte que des légats du pape Clément VI, s’étant avancés jusqu'à Lisieux, entamèrent des négociations pour une paix avec Édouard, proposant, au nom du roi de France le duché d’Aquitaine tel que son père l’avait possédé. Mais cette proposition fut rejetée.
- 3 août 1346
  -  Philippe VI décide de défendre le passage de la Seine, et ordonne au duc de Normandie d’abandonner le siège d’Aiguillon et de marcher le plus rapidement possible sur Paris. Il ordonne également aux troupes stationnées à Amiens de marcher sur Paris. Des Cardinaux sont envoyés pour négocier la paix avec Philippe VI alors à Rouen.
- 4 août 1346
  -  Édouard III pille Duranville, Drucourt, Bernay, Brionne, etc.

### Passage de la Seine
- 5-6 août 1346

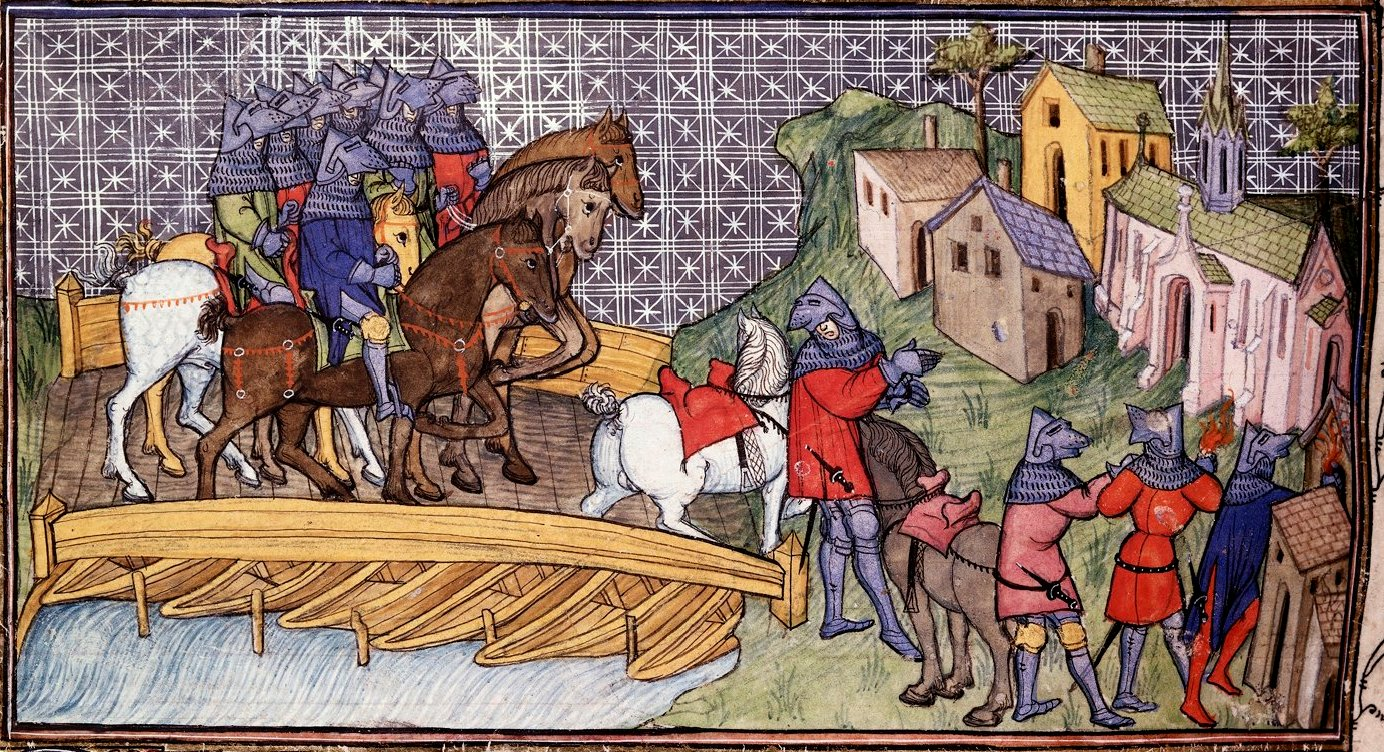
Troupes anglaises franchissant la Seine et pillant Vitry.

  -  Les troupes d'Édouard III atteignent la Seine après avoir pillé Le Neubourg, Pont-l'Évêque et Honfleur et incendié le Bec Hellouin.
  -  Carlo Grimaldi et la flotte génoise (32 galères) arrivent dans l'estuaire de la Seine et remontent jusque Rouen où tous les hommes disponibles à bord rejoignent l'armée du roi de France.
- 7 août 1346
  -  Édouard III, après avoir pris conseil avec ses nobles, change de direction[note 8] et marche en direction de Rouen, pour atteindre la Seine à Elbeuf qu’il vandalise.
- 8 août 1346
  -  Édouard III d'Angleterre envoie Geoffroy d’Harcourt pour étudier les défenses de Rouen, en passant par Moulineaux, tandis qu’il retourne à Elbeuf pour tenter de traverser la Seine, mais il échoue. Arrivé à Quevilly, s'apercevant que la place de Rouen étant extrêmement fortifiée, il se retire sans livrer bataille et effectue une autre tentative, également sans résultat, au Pont de l'Arche, qu’il brûle puis marche et entre dans Louviers, qui n’était pas fermée, et la pille tout comme Lery et Le Vaudreuil. Les Anglais entrent ensuite dans le comté d'Évreux et ardirent[note 9] la région dont Verneuil sauf les villes fortifiées, les châteaux et forteresses.
  -  Tous les ponts et passages qui n’étaient pas détruits étaient gardés par les troupes françaises. Les deux monarques remontent la Seine en se côtoyant, Édouard sur la rive gauche, Philippe sur la rive droite.
- 9 août 1346
  -  Édouard III, dévaste Gaillon puis lance une attaque contre Vernon qui est repoussée, puis attaque, Pacy, Bréval, Bonnières-sur-Seine, passe devant le château de Rolleboise qu’ils n’attaquent pas, pillent Mousseaux-sur-Seine et Freneuse, où les Cardinaux lui portent une autre proposition de paix de Philippe VI, qu’il rejette. Robert de Ferrers, traverse la Seine et attaque le château de La Roche-Guyon.
- 10 août 1346
  -  Édouard voyant l’armée française grossir chaque jour, sans qu’on cherchât à lui livrer bataille, s’aperçut que le roi de France cherchait à l’encercler. Il décide alors de se diriger sur le comté de Ponthieu héritage de sa mère, où il pense trouver des partisans. Devançant l'avant-garde française, l’avant-garde anglaise arrive à Poissy, trouve le pont détruit mais il y restait encore les attaches et les gites[note 10] dans le fleuve. Édouard y assoit son camp et s’arrête cinq jours au prieuré de l'abbaye des Dames afin de faire réparer le pont.
  -  L'armée française établit son campement sur la rive droite de la Seine, dans la plaine de Triel-sur-Seine[note 11].
- 11 août 1346
  -  Mantes-la-Jolie est pillée, une attaque est lancée contre Meulan, qui échoue.
- 12 août 1346
  -  Aubergenville, Ecquevilly et Bures, un hameau de Morainvilliers sont ravagés.
- 13-16 août 1346
  -  Afin de dissimuler ses préparatifs et de fixer et harceler les troupes françaises au sud de Paris, il envoie les fortes troupes du Prince Noir remonter et piller la rive gauche de la Seine, toujours côtoyées par les troupes françaises. N’ayant nul autre objectif que celui de ravager les provinces françaises, les envahisseurs rançonnent et pillent la région. Le Château de Saint-Germain-en-Laye est brulé (seule la chapelle n'est pas dévastée), les prieurés d'Hennemont et de Saint-Germain, situés dans les faubourgs de Saint-Germain-en-Laye, sont pillés, Croissy et Chatou brûlés. L’abbaye de Joyenval, Montaigu et le château de Montjoie à Chambourcy, Chatou, Nanterre, Rueil, Puteaux, Courbevoie, Saint-Cloud, etc. et Bourg-la-Reine subissent également les pillages des soudards anglais[7].
  -  Croyant qu’Édouard prenait la route de Tours, Philippe, quitte la plaine de Triel-sur-Seine et dirige alors la cavalerie française au sud de Paris, à Antony, en prévision d’une bataille.
- 13 août 1346
  -  Philippe VI revient à Paris, établit son quartier général à Saint-Denis.
- 15 août 1346
  -  Le pont de Poissy réparé, et malgré l’opposition de 1 200 miliciens français chargé de garder le pont, qui furent balayés sous le nombre, Édouard III fut libre de se diriger vers le nord, ayant sur son adversaire plusieurs journées de marche d’avance.

### Entre la Seine et la Somme
- 16 août 1346
  -  Le Prince de Galles dit le Prince Noir réduit en cendre Poissy. Toutefois, aucun saccage n'est perpétré dans l'enclos du monastère où séjournait le roi d'Angleterre. La totalité des forces anglaises franchit la Seine. Tandis qu'une colonne pille et brule Carrières-sous-Poissy, Triel-sur-Seine, Chanteloup-les-Vignes, Courdimanche, Boissy l'Aillerie, Grisy-les-Plâtres, Haravilliers, Hénonville, Ivry-le-Temple, Haillancourt, Pontavesne, Valdampierre et  une autre saccage le Vexin (Cormeilles-en-Vexin, Chars, Neuilly-en-Vexin, Gisors, Gournay, etc.), puis les deux colonnes réunies et pénètrent dans le Beauvaisis[1],[8].
- 17 août 1346
  -  Édouard III pille et brûle Auteuil, Vessancourt Troissereux, Guehengnies, Juvignies.
  -  Pensant qu'Édouard III était toujours aux alentours de Paris, Philippe VI détruit le pont de Saint-Cloud, pour protéger la capitale et l'obliger à se diriger sur Tours[note 12].
- 18 août 1346
  -  L'avant-garde anglaise, forte de 500 hommes d'armes et de 1 200 archers commandée par Geoffroy d'Harcourt, attaque, près de Beauvais, une délégation de bourgeois venue d'Amiens qui allait à la rencontre de Philippe. Celle-ci, composée outre des bourgeois, de quatre chevaliers et de gens d’armes, se défend vaillamment mais succombe sous le nombre. Les bourgeois furent tous pris ou tués et on dénombra 1 200 morts sur le champ de bataille. Comme en Normandie, Édouard III sème la terreur dans le Beauvaisis. Beauvais étant trop bien défendue, les soudards se jettent sur les abbayes Saint-Lucien et Saint-Quentin situées dans les faubourgs de la ville ; Dargies, Milly-sur-Thérain, Troissereux, l'abbaye de Beaupré à Achy, La Neuville sur Oudeuil, etc. sont pillés, détruits et rasés.
  -  Philippe VI et la cavalerie française marchent sur Clermont de l’Oise.
- 19 août 1346
  -  Édouard III attaque et pille Sommereux et Grandvilliers tenue par le roi de Bohème Jean Ier, dont les troupes sont poursuivies jusqu'à Amiens.
  -  L’avant-garde française arrive à Amiens.
- 20 août 1346
  -  Dargies et Poix sont rançonnées, brûlées et pillées[9]. Une escarmouche avec l'avant-garde française a lieu vers Camps-en-Amiénois et Molliens-Dreuil[10].
  -  Philippe VI atteint Nampty. Jean, Duc de Normandie, abandonne le siège de l'Aiguillon et marche vers le nord.

### Passage de la Somme
- 21 août 1346
  -  Des escarmouches entre les deux armées ont lieu, mais rien ne semble pouvoir arrêter le saccage. Les Anglais cherchent à franchir la Somme.
- 22 août 1346
  -  Philippe VI arrive à Amiens et ordonne la destruction de tous les ponts sur la Somme.
  -  Édouard arrive à Airaines et marche sur Abbeville. Arrivé sur le Mont Caubert, trouvant Abbeville et Caubert trop fortement défendus, il envoie des éclaireurs commandés par Geoffroy d'Harcourt et le comte de Warvich, forte de 1 000 hommes d'armes et 2 000 archers, pour tenter de trouver un passage en dessous d'Abbeville, mais tous les ponts ont été détruits ou sont très fortement défendus. Les tentatives de prendre les ponts à Pont-Remy, Fontaine-sur-Somme et Long-en-Ponthieu sont repoussées par les Français. Les Anglais perdent environ 500 hommes et beaucoup sont faits prisonniers.
- 23 août 1346
  -  Alerté par ses coureurs, le roi de France envoie des troupes du côté nord vers Le Crotoy, ordonnant aux troupes du baron normand Godemar du Fay de garder le passage de Blanquetaque. Godemar du Fay fit appel aux bourgeois d’Abbeville pour l’aider à tenir le gué réunissant au total environ 12 000 hommes. Les troupes de Philippe VI de Valois, fortes de 100 000 hommes environ[11], partent d'Amiens et marchent sur Abbeville et Airaines, par la rive sud de la Somme. Devant de telles forces, les troupes anglaises quittent précipitamment Airaines en direction d’Oisemont et Acheux-en-Vimeu. Édouard est alors pris dans une nasse.
  -  Après avoir longé le fleuve pendant une journée sans trouver de passage, les éclaireurs Anglais reviennent à Airaines qu’ils quittent rapidement à l’arrivée des troupes françaises. Les Anglais ravagent le Vimeux et s'installent à Oisemont où ils tuent et capturent la population. Le roi d'Angleterre envoie de fortes troupes prendre Saint-Valery-sur-Somme mais ils sont impitoyablement repoussés. Ils font toutefois énormément de prisonniers. Le roi d’Angleterre demande à ces prisonniers si l'un d'eux ne pourrait pas lui enseigner un passage sur la Somme et lui servir de guide. Un valet de ferme de Mons-en-Vimeux, nommé Gobin Agache, séduit par l'appât de cent pièces d'or, l'offre de sa liberté et celle de vingt de ses compagnons, tira le prince anglais du mauvais pas où il s'était mis. Ayant réuni son armée Édouard III partit avant minuit d'Oisemont, guidé par Gobin Agache, et arriva vers cinq heures du matin au gué de Blanquetaque.

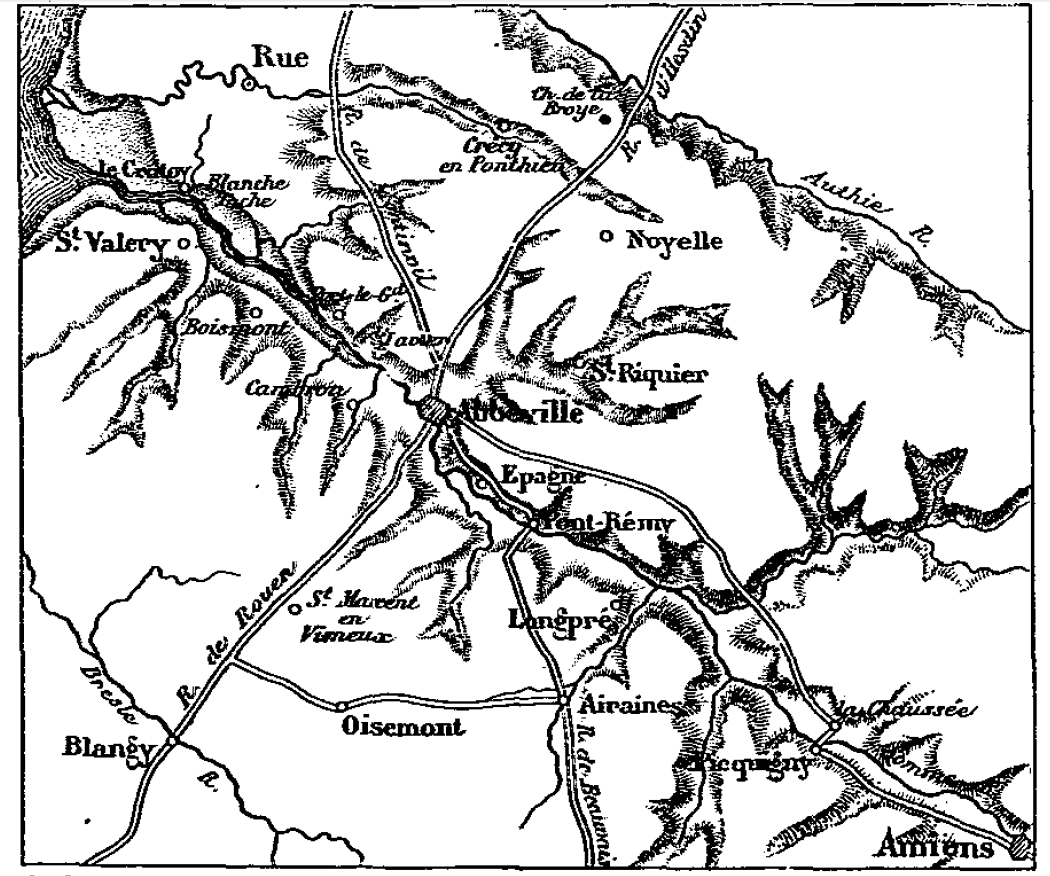
Carte de la région Abbeville-Amiens.

### Bataille du gué de Blanquetaque
- 24 août 1346
  -  Lorsque Édouard arrive devant le gué, à Saigneville, la mer était à marée haute. Il se vit contraint d’attendre plusieurs heures pendant lesquelles son armée eut le temps de se former en masse sur les bords de la grève, avant de s’engager dans le lit du fleuve au gué de Blanquetaque. De l’autre côté du gué se trouvaient les forces françaises forte de 1 000 hommes d’armes à cheval et 5 000 soldats à pied dont des arbalétriers Génois, les milices d'Abbeville et des campagnes voisines, et 2 000 Tourniquiens[12],[note 13]. Lorsque la marée fut descendante, Édouard ranima le courage de ses troupes et donna ordre à ses maréchaux de s'élancer dans la rivière avec les cavaliers les mieux montés, tandis que ses archers accablaient d'une grêle de traits les soldats de Godemard, rangés en bataille de l'autre côté de la rivière. Au lieu d'attendre l'ennemi sur la terre ferme, les chevaliers Français se précipitèrent dans le fleuve et attaquèrent la tête de la colonne ennemie. Le choc fut rude ; il y eut de part et d'autre bien des hommes d'armes désarçonnés. Mais les Anglais sentant que leur perte serait infaillible s'ils ne réussissaient point à forcer le passage, redoublèrent d'efforts, et gagnèrent enfin la rive opposée[note 14]. Dans cette bataille, les Anglais tuèrent plus de 2 000 gens d’armes. L’armée anglaise, ayant dispersé les défenseurs sur la rive droite, elle se répandit alors dans la campagne environnante et procéda au pillage de Noyelles-sur-Mer, Le Crotoy et Rue.
  -  Provenant d’Airaines et d’Oisemont, l’avant-garde de l’armée française commandée par Jean de Luxembourg et Jean de Hainaut seigneur de Beaumont[13], atteint le gué et attaque l’arrière-garde anglaise, capturant chevaux, harnais, divers matériel et tuant et blessant et capturant les soldats encore sur la rive gauche de la Somme. Continuant à poursuivre les envahisseurs, les Français durent, toutefois, rebrousser chemin, à cause de la marée montante. L’armée française, étant sur la rive gauche, dut retourner à Abbeville, pour traverser le fleuve, occasionnant un grand désordre.

### Bataille de Crécy

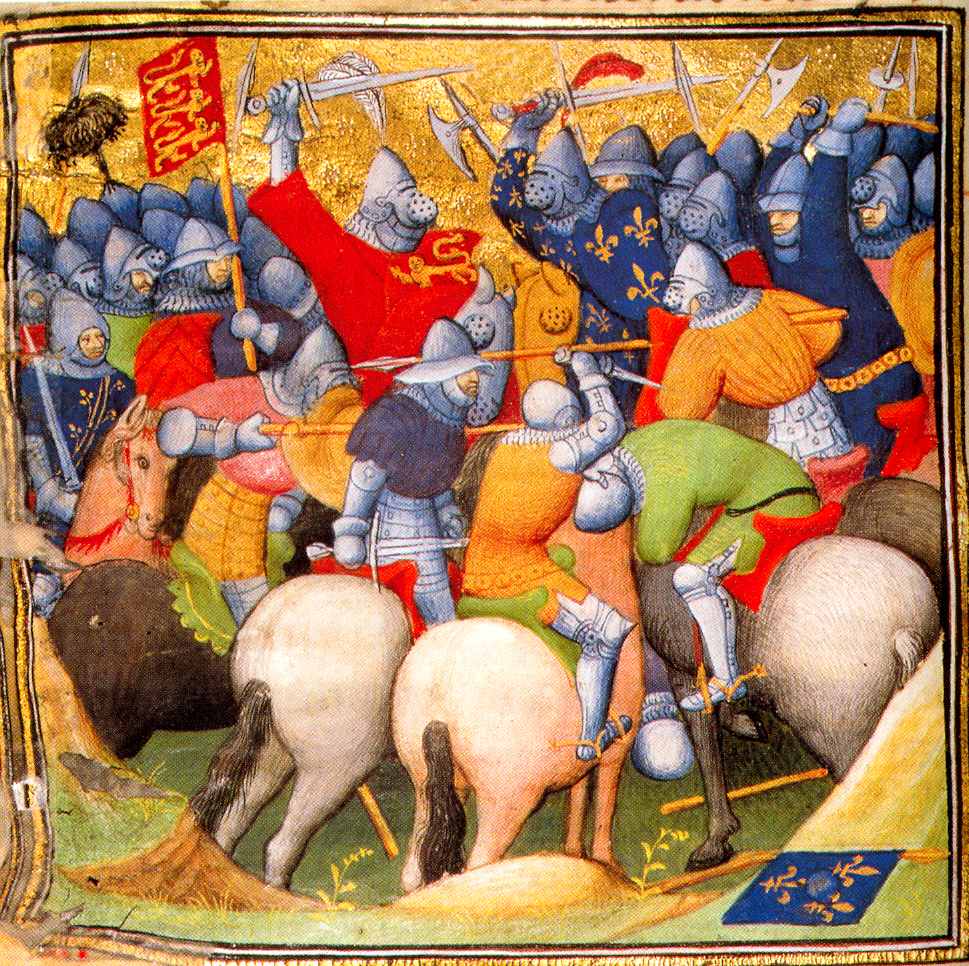
La bataille de Crécy.

- 25 août 1346
  -  Profitant à nouveau d’un temps d’avance, Édouard III scinde son armée en trois corps. Le corps de gauche ravage la région de Rue, et le littoral, celui de droite ravagea Saint-Riquier et les faubourgs d’Abbeville avant de rejoindre le 3e corps, celui du roi cheminant sur Sailly-Brayé, Lamotte-Buleux, Domvast pour établir son camp au nord-est de Crécy-en-Ponthieu[note 15]. Bien informé que le roi de France le poursuivait, rapidement afin de lui livrer bataille, il fit construire, entre Crécy et Wadicourt, une position fortifiée, protégée par des pentes et des fossés.
  -  Philippe VI retourne à Abbeville. La principale force française reste à Abbeville et Saint-Riquier, des contingents supplémentaires arrivent.
- 26 août 1346
  -  Édouard III continue de faire fortifier son camp et place son armée en trois batailles :
    - Le 1er corps du prince de Galles fort de 800 hommes d’armes, 2 000 archers et 1 000 soldats à pied (piquiers principalement) qui recevra la charge de cavalerie se place face au nord du dispositif, la moins bien protégée.
    - Le 2e corps fort de 500 hommes d’armes, 1 200 archers face à l’est.
    - Le corps royal fort de 700 hommes d’armes, 2 000 archers face au sud en réserve, protégée par un talus d’au moins cinq mètres de haut couvert d’une haie infranchissable. Cet ensemble comporte 8 000 soldats environ[note 16].

  -  Philippe VI suit les traces de son ennemi et marche d'Abbeville par Sailly-Brayé, Lamotte-Buleux, Domvast et Estrées-lès-Crécy. Son armée très nombreuse est très étirée et les troupes piétinent sur plus de 30 kilomètres[note 17]. Arrivé face aux Anglais, le roi de France forme péniblement trois corps :
    - le 1er corps est formé des mercenaires arbalétriers Génois ;
    - le 2e corps est commandé par le duc d'Alençon ;
    - le 3e corps est commandé par Philippe le roi de France
Selon la chronique de Flandre un 4e corps existait, commandé par Jean de Hainaut[note 18].
Les seigneurs envoyés en reconnaissance, déconseillent à Philippe d’attaquer le jour même. Mais rien y fait, Philippe lance son armée à l'assaut des positions anglaises.

Bataille de Crécy

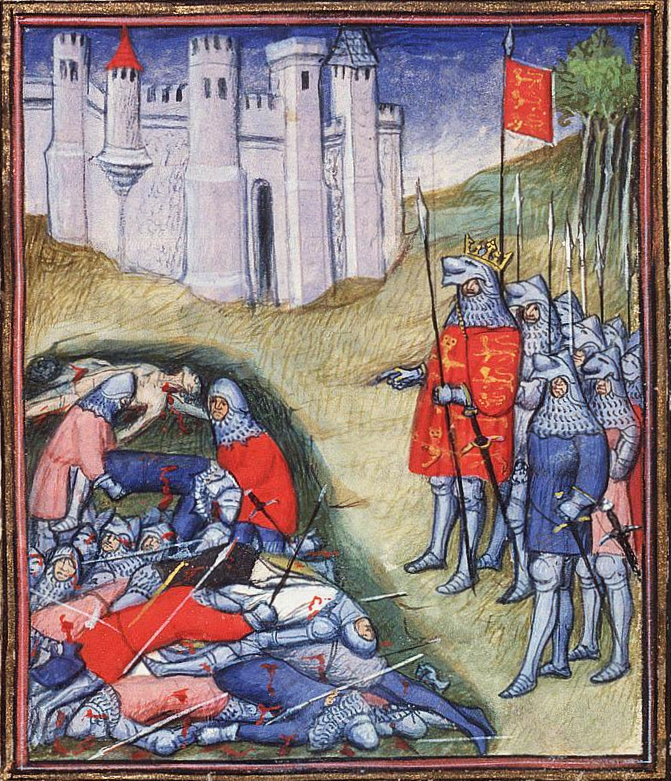
devant les morts de la bataille de Crécy.

Vers 15 h la bataille de Crécy s’engage, elle se terminera par une éclatante victoire anglaise. Les pertes françaises sont considérables.
Sont tombés sur le champ de bataille :
- 11 princes ;
- 1 prélat ;
- 83 chevaliers bannerets ;
- 1 212 chevaliers ;
- un nombre inconnu de fantassins. Certains historiens et chroniqueurs ont estimé que 30 000 écuyers, bourgeois et gens à pied ont été tués dont 2 300 arbalétriers Génois[14],[15] ;
- Les Anglais ont perdu, selon les sources, entre 100 et 300 morts.

Après la bataille, Philippe VI de France, blessé à la gorge et à la cuisse se retire dans le château de Labroye.

### Entre Crécy et Calais
- 27 août 1346
  -  Au matin 500 hommes d’armes et 2 000 archers parcoururent la campagne à la recherche de troupes françaises. Une troupe française, forte d’environ 7 000 bourgeois et miliciens arrivant de Rouen et Beauvais, qui ne connaissait pas la déconfiture de la veille attaque les Anglais et fut mise en déroute. Une autre force française moins importante fut également anéantie[16].
Le roi d’Angleterre fit savoir aux populations locales, qu’il donnait une trêve de trois jours afin qu’elles puissent ensevelir les morts. Les chevaux tués sont enfouis dans un lieu désormais appelé « Champ de la carogne » près de Wadicourt. N’ayant plus aucune armée devant lui, mais jugeant ses troupes trop affaiblies pour lancer une campagne sur Paris, le roi d’Angleterre et ses maréchaux se dirigent alors vers le Nord.
- 28 août 1346
  -  La flotte anglaise cingle devant les côtes françaises et remonte vers le nord. Édouard III campe à Blangy.
  -  Philippe VI bat en retraite sur Amiens, et loge à l’abbaye du Gard, où son Conseil lui fait connaître l’ampleur du désastre. Un certain nombre des Génois sont accusés de trahison et exécutés.
Le vice-amiral Firmin d’Aust commandant de Boulogne-sur-Mer, repousse un assaut terrestre des troupes anglaises.
- 29 août 1346
  -  Le roi d'Angleterre pille Hesdin, Maintenay, Waben, Saint-Josse puis arrive à Montreuil qu'il tente de prendre d'assaut mais il est repoussé à chaque fois. Il arde alors les environs.
- 30 août 1346
  -  Les troupes anglaises pillent et brulent, Saint-Aubin, Sorrus, Édouard marche sur Étaples, dont il s'empare.
  -  Philippe VI bat en retraite sur Doullens.
- 1er septembre 1346
  -  Les troupes anglaises pillent et brulent Saint-Josse, Neufchâtel-Hardelot, et tout le pays Boulonnais, ainsi que Wissant où le roi loge puis saccage.
- 2 septembre 1346
  -  Édouard III est à Wimille et décide de concentrer ses forces sur la prise de Calais.
  -  Philippe quitte Amiens et passant par Montdidier se dirige sur Paris
- 3 septembre 1346
  -  Un second assaut de 400 nefs anglaises qui débarquent 15 000 hommes est lancé sur Boulogne-sur-Mer. Cet assaut est à nouveau repoussé. Édouard n’insiste pas et continue son chemin vers le nord.

### Siège de Calais
- 4 septembre 1346

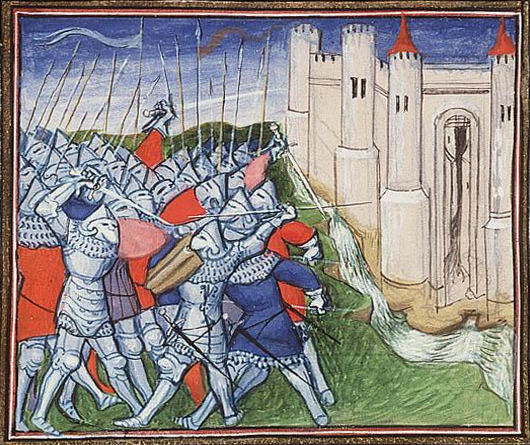
Les Français battus lors du siège de Calais.

  -  Édouard III arrive à Calais. La profondeur des fossés, balayés sans cesse par le flux et le reflux, empêche l’assaut de la ville.
Édouard III décide alors d’affamer la ville et se prépare à effectuer un long siège. Il fait élever, au sud-ouest de la ville entre Calais et les rivières de Guînes, de Hames et le pont Nieulay, un camp retranché[note 19] en forme de ville : Villeneuve la Hardie[17].
L’armée qui tient le siège serait passée de 32 000 à 100 000 hommes[18].
  -  Le gouverneur de Calais, Jean de Vienne, voyant que le roi d’Angleterre aménageait les alentours de la ville pour un long siège prit une ordonnance afin que les « bouches inutiles » soient évacuées. Entre 1 700 et 3 000 personnes parmi les plus pauvres de la population traversent les portes et les troupes anglaises sans être inquiétées[note 20].
- 8 septembre 1346
  -  Le roi, Philippe VI de France arrive au château de Pont-Sainte-Maxence.
- 17 septembre 1346
  -  32 galères génoises de Carlo Grimaldi aidées de plusieurs barges françaises enlèvent à l’abordage 25 vaisseaux de la flotte anglaise participant au blocus.
- 8 octobre 1346
  -  Le duc de Normandie et son armée arrivent à Paris, où ils sont rejoints par Philippe VI.
- 31 octobre 1346
  -  30 galères, chargées de la protection du ravitaillement de Calais, sont désarmées et envoyées en hivernage de novembre à mars à Abbeville. Certains propriétaires des nefs de ravitaillement, en profitent alors pour se dérober. Le ravitaillement de Calais devient très problématique.
- Hiver 1346-1347 :
  -  Après quelques tentatives de sortie vers les terres, la population encerclée doit se contenter d’approvisionnements par mer principalement menés par le corsaire Jean Marant et la flotte génoise.
Les opérations du côté de la terre se réduisent à peu de choses au cours de l'hiver 1346-1347, juste quelques sorties des assiégés et des escarmouches engagées par les garnisons françaises des petites forteresses de l'Artois et du Boulonnais.
  -  Les Anglais attaquent, au sud, les murailles avec des trébuchets, des espringales, des centaines d’archers mais aussi des armes d’un nouveau genre : l’artillerie à poudre. Édouard III utilise sans résultat une vingtaine de canons pour abattre les murailles.
- Début février 1347
  -  Édouard III, entame le blocus du port avec 120 navires afin d'empêcher tout approvisionnement de la ville.
- 21 février 1347
  -  Plusieurs grandes nefs chargées de pain, blé, ail, oignons, harengs salés, fèves, pois partent de Saint-Valery-sur-Somme en direction de Calais et tentent, sans succès, de pénétrer dans la place forte.
- Fin février 1347
  -  La flottille anglaise formant le blocus atteint 737 navires. Édouard lance un nouvel assaut qui est repoussé.
- 14 mars 1347
  -  Jean Marant à la tête de 30 vaisseaux force une nouvelle le blocus et entre dans la rade. Édouard III, trouvant que le siège s’éternisait à cause du ravitaillement des navires génois, normands et picards qui réussissaient à forcer régulièrement le blocus, fit construire, à l’entrée du goulet, des fortifications munies de bombardes et autres armes de jet. Il fit également bloquer l’entrée du chenal avec des obstacles de toute nature et à partir de juin 1347, il fut totalement impossible pour les Français de ravitailler Calais.
- 10 avril 1347
  -  Trente vaisseaux français réussirent, malgré la vigilance de la flotte ennemie, les fortifications élevées par les assiégeants et les obstacles de toute nature à l'entrée du chenal, à pénétrer dans le port. Ce fut le dernier convoi à pouvoir entrer pour ravitailler la ville assiégée. Les autres tentatives échoueront lamentablement ; les navires tombant aux mains des Anglais. Dès lors, Calais n'eut plus d'espoir que dans le secours venant de la terre.
- mai 1347
  -  Une armée de secours commence à se former à Arras.
- juin 1347
  -  Les Anglais interceptent une lettre du gouverneur destinée au roi de France, Philippe VI de Valois, présentant l’état de famine et contenant un appel au secours.
- 20 juin 1347
  -  Un détachement français s’approche de Calais puis regagne Hesdin.
- 25 juin 1347
  -  Jean Marant échappe une nouvelle fois à la flotte anglaise forte de 120 navires et arrive avec 30 bateaux à l’entrée du goulet, parvenant malgré la mitraille et les obstructions à ravitailler une dernière fois la ville.
- 27 juillet 1347
  -  L'armée de secours française, forte de plus de 100 000 fantassins et de 35 000 cavaliers paraît enfin sur les hauteurs de Sangatte et Coquelles. Le roi de France fait aussitôt reconnaître le terrain et chercher les points d'attaque les plus favorables. L'examen des positions ennemies lui révèle que la nature du terrain et les mesures défensives prises par Édouard III rendent toute attaque impossible[note 21]. Philippe de Valois propose alors à Édouard III un combat en rase campagne. Ce dernier refuse, sachant que Calais est à sa merci.
- 29 juillet 1347-1er août 1347
  -   Les légats pontificaux apportent des propositions de médiation du pape Clément VI. Durant trois jours, les propositions sont transmises d'un camp à l'autre. Bien que les Français offrent le duché de Guyenne et le comté de Ponthieu, le roi d'Angleterre refuse tout compromis[19].
- 2 août 1347
  -  Philippe VI jugeant l’attaque impossible, l’armée de secours se retire sans combattre.

### Capitulation de Calais

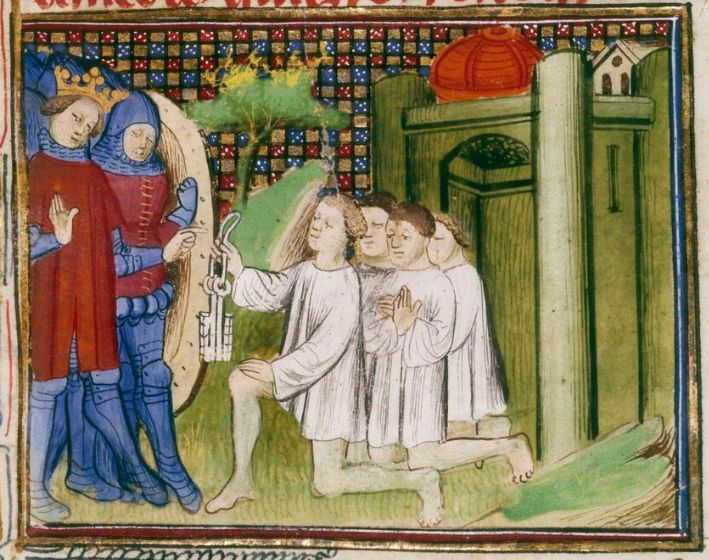
Les bourgeois de Calais rendent les clés de la ville après onze mois de siège.

- 3 août 1347
  -  Jean de Vienne monte à la tour du Guet pour annoncer les conditions de la reddition. Le roi d’Angleterre souhaitant la capitulation sans condition, le gouverneur demande à épargner la population et la garnison. Six bourgeois, Eustache de Saint-Pierre, Jean d’Aire, Jacques et Pierre de Wissant, Andrieu d’Andres et Jean de Fiennes, pieds nus et la corde au cou, acceptent de se sacrifier et de livrer les clefs de la ville à Édouard III d'Angleterre.
- 4 août 1347
  -  Les Calaisiens sont expulsés et remplacés par des colons anglais[20].
- 28 septembre 1347
  -   La trêve de Calais est signée. Elle durera jusqu'en avril 1351.
- 10 octobre 1347
  -  Édouard III rembarque pour l’Angleterre.
- 12 octobre 1347
  -  Édouard III débarque à Sandwich.

## Bilan
La chevauchée d'Édouard III en 1346 est une très grande victoire pour l’Angleterre. Cette chevauchée est faite au départ dans un but économique. En effet les pillages, les rançons et autres vols des régions françaises traversées, outre un enrichissement personnel, ont fait partie intégrante de l’excellente santé économique de l’Angleterre. 
Les arcs longs des Anglais et les tactiques mises en place par Édouard seront utilisés longuement durant la guerre de Cent Ans provoquant de nombreuses et cuisantes défaites aux Français.
La prise de Calais permet aux Anglais d’avoir désormais une place forte et puissante dans le Nord de la France, à proximité des côtes anglaises.
Cette chevauchée est un désastre pour la France. La Normandie, le Vexin, le Beauvaisis, le Vimeu, le Ponthieu, le Boulonnais, et le Calaisis sont dévastés. Leur économie ruinée mettra plusieurs années à se rétablir. La fleur de la chevalerie de l’armée française, peut-être la plus puissante du Moyen Âge, est décimée lors de la bataille de Crécy. C'est le début d'un enchaînement de calamités qui se poursuivra en particulier sous le règne de Jean II le Bon, fils de Philippe VI.